# Chuyển tiền điện tử
Chuyển tiền điện tử hoặc giao dịch điện tử tiếng Anh: electronic funds transfer, viết tắt EFT) là lệnh chuyển tiền điện tử từ một tài khoản ngân hàng này đến tài khoản khác bên trong một tổ chức tài chính hoặc giữa nhiều tổ chức thông qua hệ thống máy tính  và không có sự can thiệp trực tiếp của con người. Theo Đạo luật chuyển tiền điện tử của Hoa Kỳ năm 1978, đó là một khoản chuyển tiền được thực hiện thông qua một thiết bị đầu cuối điện tử, điện thoại, máy tính (bao gồm cả ngân hàng trực tuyến) hoặc băng từ cho mục đích đặt hàng, hướng dẫn hoặc ủy quyền cho một tổ chức tài chính ghi nợ hoặc ghi có vào tài khoản của người tiêu dùng. Giao dịch EFT được biết đến bởi một số tên trên khắp các quốc gia và các hệ thống thanh toán khác nhau. Ví dụ: ở Hoa Kỳ, chúng có thể được gọi là "séc điện tử" (electronic check hoặc e-check). Tại Vương quốc Anh, thuật ngữ "bank transfer" và "bank payment" được sử dụng, trong khi ở một số quốc gia châu Âu khác, "giro transfer" là thuật ngữ phổ biến.